# Богданов, Андрей (1707—1768)
Андрей Богданов (1707, Сибирь — 1768, Санкт-Петербург) — российский писатель японского происхождения.
В 1733 году был крещён и направлен в Петербург в гимназию при Академии наук. Позднее служил при типографии Академии, а затем был архивариусом и помощником библиотекаря Академии. 

## Труды
- Симфония или Конкорданция, т. е. согласие на четыредесять посланий св. апостола Павла, а также на вся соборные послания и Апокалипсис. — M., 1737.

- Начал было составлять симфонию всей Библии, но труда этого не окончил; рукопись была передана в библиотеку Санкт-петербургской духовной академии, по другим сведениям — в Александро-Невскую лавру.

- «Историческое, географическое и топографическое описание С.-Петербурга с 1703 по 1751 г.» — известное в своё время сочинение, со многими планами и рисунками, значительно дополненное в 1771 году Б. Рубаном. По другим сведениям, переиздано им в 1779 году. Извлечение из этого сочинения было помещено в Месяцеслове за 1778 год.

Н. И. Новиков в «Опыте словаря Российских писателей» приписывает Богданову и еще несколько сочинений: а) «Логическая азбука о произведении и свойстве Российских букв», б) «Грамматика, разговоры и краткий словарь японского языка», в) «Видимый Свет», на японском языке; сочинения эти не напечатаны, рукописи их хранятся в Академии наук. Филарет в «Обзоре Русской Духовной Литературы» предполагает, что Богданов перевел также «Описание Японии с историей гонения на христиан японских» (СПб., 1734).